# Індія (кішка)
І́ндія (англ. India), інші прізвиська: Віллі (Willie), Кітті (Kitty); 13 липня 1990 — 4 січня 2009) — чорна кішка, яка належала 43-му президенту США Джорджу Бушу молодшому й першій леді Лорі Буш. Жила у сім'ї президента Буша майже два десятиліття.
Сім'я Буш придбала Індію, чорну американську короткошерсту кішку, для близнюків Барбари і Дженни Буш, коли їм було по 9 років. Коли сестри вирушили в коледж, кішка лишилася з Лорою і Джорджем. Лора Буш говорила, що Індія — її улюблена домашня тваринка.

## У Білому домі
У січні 2001 року Індія переїхала з техаського губернаторського особняка у Білий дім. Молодшого рудого шестипалого кота Ерні (англ. Ernie), названого так на честь Ернеста Хемінгвея, Буш із собою не взяв, відправивши його у Брентвуд друзям сім'ї, оскільки Ерні дряпав меблі й Буш побоювався за цінну обстановку Білого дому. Натомість кігті Індії були видалені. Порівнюючи Ерні й Індію, Буш говорив, що «в Ерні більше свобідного духу», в той час, як Індія — спокійніша кішка.
В Індії ім'я кішки багато хто вважав образою. У 2001 році активісти правлячої партії БДП (Бхаратія джаната парті) мітингували біля американського консульства в Мумбаї з плакатом «Містере Президент, не робіть помилки. Індійці — не кішки, індійці — леви», вимагаючи прибрати кішку з офіційного сайту Білого дому. Активісти націоналістичної партії Баджранг-Дав у знак протесту назвали Джорджем Бушем цуценя, провівши для цього спеціальну церемонію присвоєння імені, і закликали інших також називати собак Бушем. В Калькутті члени Федерації студентів Індії мітингували перед американським консульством, демонструючи білу кішку з табличкою «Буш». У липні 2004 року демонстранти оголосили ім'я кішки образою нації й на знак протесту спалили перед Керальською законодавчою радою опудало Буша. Консульство США у Мумбаї виправдовувалось тим, що ім'я «Індія», дане кішці, було утворене від «індійського чорнила» (туші).
За даними офіційного сайту Білого дому, кішка була названа не на честь країни або туші, а в честь бейсбольного гравця Рубена Сьєрра «Ель Індіо», в той час, коли він грав в команді Техас Рейнджерс, яка належала Бушу. Ім'я кішці вибрала дочка Буша Барбара. Крім імені Індія у кішки була і кличка Віллі. Представник прес-служби Лори Буш на питання, навіщо кішці потрібно друге ім'я, відповідала що «Це Техас, тут у всіх є прізвиська. Губернатор всім дає клички, навіть своїй кішці». Лора Буш пояснювала, що кішку звуть Віллі, так як «ім'я» Індія «занадто складно повторювати».

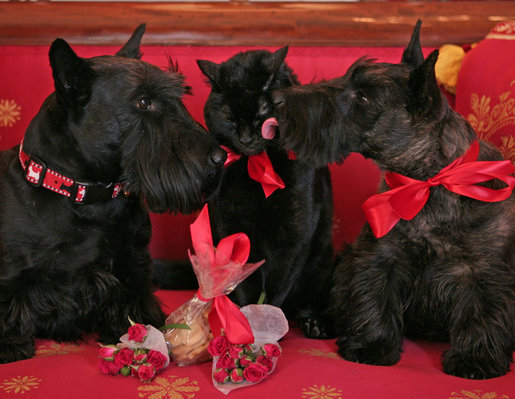
Барні, міс Бізлі й Індія в День святого Валентина в 2007 році

Незважаючи на те, що Індія жила в Білому домі у президентській родині, вона весь час перебувала в тіні більш відомих шотландських тер'єрів Барні і міс Бізлі. Хоча Індія під ім'ям Віллі і знімалася в деяких фільмах з собакою Барні, але грала в них лише другорядні ролі. Під час президентства Буша собаки отримували значно більше уваги преси. Лора Буш говорила, що кішка живе на верхньому поверсі, тому преса і бачить її рідко. Представники прес-служби Білого дому пояснювали порівняно малу кількість фотографій Індії тим, що її дуже складно зловити для фотографування, «майже так само складно, як Лох-Неське чудовисько», і тим, що вона замкнута і не любить перебувати в центрі уваги.

## Смерть

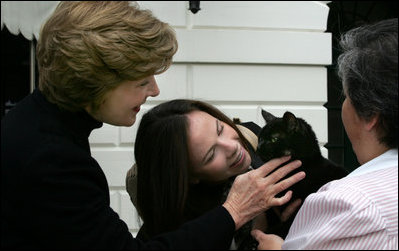
Барбара і Лора Буш прощаються з кішкою, вирушаючи в Панаму в кінці листопада 2008 року

Сім'я Буша мала намір покинути Білий дім разом з домашніми тваринами в січні 2009 року, але Індія, не встигнувши переїхати, тихо померла в Білому Домі 4 січня 2009 року в віці 18 років. У заяві до преси прес-секретар Лори Буш Саллі Макдоноу зазначила, що сім'я була глибоко засмучена смертю кішки. У прес-релізі було сказано, що «Індія була улюбленим членом сім'ї Бушів протягом майже двох десятиліть. Її буде дуже не вистачати». Незабаром після смерті кішки в Білий дім в'їхав Барак Обама і будь-яке згадування Індії в біографії Буша на офіційному сайті Білого дому було прибрано.